# Бобби Соло
Бо́бби Со́ло (итал. Bobby Solo, наст. имя Робе́рто Са́тти (итал. Roberto Satti), род. 18 марта 1945, Рим) — итальянский певец и актёр. Двукратный победитель фестиваля итальянской песни в Сан-Ремо. Представитель Италии на конкурсе песни Евровидение 1965.

## Биография
Бобби Соло родился в Риме в 1945 году. Музыкой увлёкся в подростковом возрасте. Его интересовал рок-н-ролл, в частности, Элвис Пресли, который оказал значительное влияние на творчество Бобби Соло.

Музыкальную карьеру начал в 1963 году. В 1964 году впервые принял участие в фестивале Сан-Ремо с песней «Una lacrima sul viso» (рус. Слёзы на лице), автором которой является Джулио Рапетти Могол. Песня стала хитом, но Бобби Соло был дисквалифицирован за исполнение под фонограмму. Вторая попытка участия в конкурсе оказалась более успешной: в 1965 году Бобби Соло одержал победу в Сан-Ремо с песней «Se piangi, se ridi» (рус. Если ты плачешь, если ты смеёшься). После этого успеха певец был удостоен чести представлять Италию на конкурсе песни Евровидение 1965. Конкурс проходил в Неаполе, и Бобби Соло выступил успешно, заняв пятое место. В 1969 году снова победил в Сан-Ремо с песней «Zingara» (рус. Цыганка), которую исполнил вместе с Ивой Дзаникки. Последний раз принял участие в Сан-Ремо в 2003 году.

## Фильмография
Бобби Соло известен и как актёр. В частности сыграл главную роль в итальянском фильме «Цыганка» (итал. Zingara).
- «Цыганка» (итал. Zingara) (1969).
- Барселона (1994) — вокал.
- 5x2 (2004) — вокал.
- Чак и Ларри: Пожарная свадьба (2007) — вокал.

## Личная жизнь
Бобби Соло был женат на французской танцовщице Софи. У них родилось трое детей: сын Ален (род. 1968) и дочери Шанталь (род. 1971) и Муриэль (род. 1975). Также у Бобби Соло есть внебрачная дочь Вероника (род. 1991). В 1995 году женился на американке Трейси.